# Юга Рійгіярві
Юха Рійхіярві (фін. Juha Riihijärvi; 15 грудня 1969, м. Кемінмаа, Фінляндія) — фінський хокеїст, правий нападник.
Виступав за «Кярпят» (Оулу), ЮІП (Ювяскюля), «Кейп-Бретон Ойлерс» (АХЛ), «Лукко» (Раума), ХК «Мальме», ХК «Базель», ХК «Амбрі-Піотта», «Редовре Майті-Буллз», «В'єнна Кепіталс», ХК «Больцано». 
У складі національної збірної Фінляндії учасник чемпіонатів світу 1992, 1993 і 1996 років, учасник Кубка світу 1996.
Срібний призер чемпіонату світу (1992). Срібний призер чемпіонату Фінляндії (1992), бронзовий призер (1996). Володар Кубка Данії (2008). Став найкращим бомбардиром міжнародного турніру Приз Известий 1992. 